# 22 Andromedae
22 Andromedae (22 And), som är stjärnans Flamsteedbeteckning, är en ensam stjärna belägen i den norra delen av stjärnbilden Andromeda. Den har en skenbar magnitud på ca 5,04 och är synlig för blotta ögat där ljusföroreningar ej förekommer. Baserat på parallaxmätning inom Hipparcosuppdraget på ca 2,2 mas, beräknas den befinna sig på ett avstånd på ca 1 500 ljusår (ca 450 parsek) från solen. Stjärnan rör sig närmare solen med en heliocentrisk radiell hastighet av –8,2 km/s.

## Egenskaper
22 Andromedae är en gul till vit ljusstark jättestjärna av spektralklass F5 II. Gray et al. (2001) klassificera den som F5 Ib – II metallsvag, med metallinjerna matchande spektralklass F0 medan vätelinjer matchar F5. Den har en massa som är ca 6 gånger solens massa, en radie som är ca 17 gånger större än solens och utsänder ca 1 440 gånger mera energi än solen från dess fotosfär vid en effektiv temperatur på ca 6 300 K.